# Стемпув
Стемпув (пол. Stępów) — село в Польщі, у гміні Кернозя Ловицького повіту Лодзинського воєводства.
Населення — 274 особи (2011).
У 1975-1998 роках село належало до Плоцького воєводства.

## Демографія
Демографічна структура станом на 31 березня 2011 року:
|          | Загалом | Допрацездатний вік | Працездатний вік | Постпрацездатний вік |
| -------- | ------- | ------------------ | ---------------- | -------------------- |
| Чоловіки | 131     | 26                 | 84               | 21                   |
| Жінки    | 143     | 26                 | 66               | 51                   |
| Разом    | 274     | 52                 | 150              | 72                   |